# Hasora discolor
Hasora discolor là một loài bướm thuộc Họ Bướm nhảy. Người ta tìm thấy nhiều phân loài ở Úc (nơi nó được tìm thấy dọc theo phía tây nam bờ biển của New South Wales và miền bắc Gulf và đông bắc bờ biển của Queensland), quần đảo Aru, Irian Jaya, quần đảo Kei, Maluku và Papua New Guinea.
Sải cánh dài khoảng 40 mm.
Ấu trùng ăn Mucuna gigantea và Mucuna novoguineensis. Chúng sống trong nơi trú ẩn được làm bằng cách cắt và gấp một chiếc lá và nối nó lại bằng lụa. Quá trình hóa nhộng diễn ra trong nơi trú ẩn này.

## Phân loài
- Hasora discolor discolor
- Hasora discolor mastusia Fruhstorfer, 1911 (Queensland, Aru Islands, Irian Jaya, Kei Islands, Papua New Guinea)